# Ramona Cheorleu
Ramona Cheorleu, también conocida por el apodo de Bambola Ramona (Piatra Neamt, 10 de abril de 1982), es una showgirl rumana muy conocida en Italia.

## Biografía
Nació en Rumania en 1982, vivió en su país hasta el año 2000. Asistió a la escuela de arte donde se graduó.
En 2000 se trasladó a Roma y durante su estancia en la capital de Italia, ha trabajado como camarera en un restaurante. Más tarde se trasladó a Turín para seguir, como ella misma dice, a un hombre de quien ella se enamoró. Siguió un curso de asistente dental y más tarde trabajó en un estudio. A continuación, le presentaron a una persona que la introdujo en el mundo de la moda, lo que le permitió comenzar una carrera como modelo. Su atractivo físico y su personalidad le permitieron dar el salto a la televisión.
En el primer programa televisivo en el que colaboró fue Campioni per sempre en el canal Raiuno dirigido por Luisa Corna, en el 2003.
En mayo del año siguiente, fue bailarina en el programa 3, 2, 1 Baila emitido en horario de máxima audiencia del fin de semana en el país transalpino y dirigido por Enrico Papi.
Ese mismo año participó en el especial de "Euro 2004" en el canal RAI 2, en un programa dedicado a la Eurocopa de fútbol que se disputó en Portugal.
En la temporada televisiva 2004/2005, su presencia fue fija y con ello consagró a la fama, gracias en gran parte al programa Crónicas Marcianas, que se emite en Italia 1 por la noche y cuyo presentador es Fabio Canino.
En agosto de 2007, fue portada de la revista española Interviú.